# نیگ
نِیگ (گاهی به‌اشتباه نَیگ تلفظ می‌شود) یکی از روستاهای دهستان آفریز، بخش سده، شهرستان قائنات، استان خراسان جنوبی در ایران است. بر پایه سرشماری ۱۳۹۵، جمعیت این روستا ۵۷۶ نفر در ۱۹۱ خانوار بوده‌است.

## زبان و گویش
مردم این روستا به زبان فارسی با لهجه قاینی صحبت می‌کنند، با این تفاوت که در تلفظ فتحه و کسره‌ها، تفاوت‌هایی محلی دیده می‌شود.

## آداب و رسوم

### عروسی سنتی
مراسم عروسی در نیگ به‌طور سنتی سه‌روزه برگزار می‌شده‌است:
- روز اول (جهازبندان): جهیزیهٔ عروس به‌طور کامل در خانه به نمایش گذاشته می‌شد. از هر نوع وسیله، حدود ۲۰۰ تا ۳۰۰ عدد تهیه و در معرض دید می‌گذاشتند. مهمانان با گفتن «بارکلا مادر عروس» از زحمات او تقدیر می‌کردند.

- روز دوم (حنابندان): خانوادهٔ داماد ظرف حنا مخصوص برای عروس و تشت حنا برای مهمانان تهیه کرده و به خانهٔ عروس می‌بردند. اقوام عروس در را می‌بستند و شعرهایی محلی برای جلوگیری از ورود می‌خواندند. سپس با شادی وارد خانه شده و عروس را حنا می‌بستند.

- روز سوم (عروسی): عروس و داماد را سوار بر اسب یا خر تزئین‌شده، همراه با ساز و دهل و شعر، تا خانهٔ داماد بدرقه می‌کردند. در خانه مادر عروس، غذایی محلی به نام قروت پخته می‌شد و دختران محله برای صرف غذا دعوت می‌شدند.

### ماه رمضان
پیش از اذان شب‌خوانی انجام می‌شد و هنگام اذان، از پشت‌بام‌ها اذان گفته می‌شد.

### شب یلدا
اهالی دور کرسی جمع می‌شدند، با مصرف خشکبار محلی، داستان‌سرایی و افسانه‌گویی شب را می‌گذرانیدند.

### محرم
در آغاز ماه محرم، بزرگان روستا علم‌بندی می‌کردند. در تاسوعا مراسم علم‌گردانی انجام و علم به خانه متوفیان تازه‌درگذشته برده می‌شد. شب عاشورا مراسم سینه‌زنی برگزار می‌شد.

## جغرافیا و همسایگان
روستای نیگ از شمال به زول، از جنوب به جاده و آفریز، از شرق به سراب (قائنات) و از غرب به تیغدر محدود می‌شود.

## کشاورزی و منابع آب
قنات‌های مهم روستا عبارت‌اند از: سجیود، مزک، حسین‌آباد، تودشک، زردیک، زال، چشمه رجب. همچنین حدود ۵ حلقه چاه کشاورزی در نیگ فعال است.
محصولات عمده شامل زعفران، زرشک و غلات است. دامداری نیز در کنار کشاورزی رونق دارد.

## غذاهای محلی
از غذاهای بومی می‌توان به قروت، کماچ، غلور شیر، و آبگوشت اشاره کرد.

## آثار تاریخی
دژ زیرزمینی نیگ از مهم‌ترین آثار تاریخی روستاست که احتمالاً به دوره ایلخانی بازمی‌گردد و بیش از ۲۵۰ متر راهرو، اتاقک و تهویه دارد. این دژ برای پناه گرفتن مردم در برابر حملات ساخته شده‌است.

## نهادهای اجتماعی
روستا دارای تعاونی روستایی، شورای اسلامی، دهیاری فعال، صندوق قرض‌الحسنه، پست بانک، خانه بهداشت، مدرسه ابتدایی و دسترسی به اینترنت همراه و خانگی، آب، برق، گاز و تلفن همراه است.